# 駒田一郎
駒田 一郎（こまだ いちろう、1956年（昭和31年）12月3日 - ）は、日本の実業家。第13代株式会社京王百貨店代表取締役社長。三重県出身。

## 人物・経歴
- 昭和55年（1980年）に明治大学商学部卒業後に京王帝都電鉄（現京王電鉄）に入社して鉄道会社の関連事業に関わった[1]。
- 2004年京王観光取締役に就任する。
- 2005年京王リテールサービス常務取締役。
- 2006年に京王リテールサービス代表取締役社長に就任する。
- 2008年京王電鉄総合企画本部グループ事業部長。
- 2010年京王電鉄取締役総合企画本部グループ事業部長委嘱。
- 2011年京王電鉄取締役取締役開発企画部長委嘱[2][3]。
- 2013年京王電鉄常務取締役。
- 2015年京王百貨店代表取締役副社長[4]。
- 2016年から京王百貨店代表取締役社長を務め、構造改革を進めた[1]。